# Eine Seefahrt, die ist lustig
Eine Seefahrt, die ist lustig ist ein Scherzlied, dessen Entstehung um 1900 vermutet wird. Komponist und Autor sind nicht überliefert. Heute wird das Lied gerne in Kindergärten und in der Grundschule gesungen und als bewegtes Singspiel einstudiert.
Im Laufe der Zeit wurden viele unterschiedliche Textvarianten und Zusatzstrophen tradiert. Die erste Strophe ist die meist überlieferte, die oftmals auch als die einzige gesungen wird. Daneben existiert eine Variante des Liedes mit 14 Strophen, in denen die einzelnen Mitglieder der Schiffsbesatzung beschrieben werden. Ebenso ist es unter dem Titel Dein Geburtstag, der ist lustig ein weitverbreitetes Geburtstagslied.

## Text
Eine Seefahrt, die ist lustig,

eine Seefahrt, die ist schön,

ja da kann man manche Leute

an der Reling spucken seh’n.

Holahi, holaho, holahia, hia, hia, holaho!

Unser Käptn ist stets nüchtern,

und er mag auch keinen Rum,

bei den Frauen ist er schüchtern,

na, das ist doch wirklich dumm.

Holahi, holaho, holahia, hia, hia, holaho!

Und die Möwen, froh und heiter,

kleckern öfter was auf’s Deck,

doch der Moses nimmt den Schrubber

und fegt alles wieder weg.

Holahi, holaho, holahia, hia, hia, holaho!

Kommt das Schiff mal in den Hafen,

geht die Mannschaft schnell an Land,

keiner will an Bord mehr schlafen,

na, das ist doch wohlbekannt.

Holahi, holaho, holahia, hia, hia, holaho!

## Trivia
Unter dem Titel Eine Seefahrt, die ist lustig ist in Deutschland 1935 ein Spielfilm erschienen.